# Lophogobius
Lophogobius is een geslacht van straalvinnige vissen uit de familie van grondels (Gobiidae).

## Soorten
- Lophogobius bleekeri Popta, 1921
- Lophogobius cristulatus Ginsburg, 1939
- Lophogobius cyprinoides (Pallas, 1770)